# 2005 год в киберспорте

## Турниры
Ниже приведён список международных и национальных турниров, прошедших в 2005 году, ход и результаты которых удостоились освещения со стороны профессиональных сайтов и изданий.

### Январь
| Турнир            | Место проведения       | Дата проведения      | Дисциплины   | Призовой фонд |
| ----------------- | ---------------------- | -------------------- | ------------ | ------------- |
| WC3L Season VII   |                        | 13 января — 30 марта | Warcraft III |               |
| WEG 2005 Season I | Республика Корея, Сеул | 30 января — 20 марта | Warcraft III |               |

### Май
| Турнир                 | Место проведения       | Дата проведения | Дисциплины   | Призовой фонд |
| ---------------------- | ---------------------- | --------------- | ------------ | ------------- |
| WC3L Season VII Finals | Германия, Кёльн        | 21—22 мая       | Warcraft III |               |
| WEG 2005 Season II     | Республика Корея, Сеул | 29 мая — 3 июля | Warcraft III |               |

### Июль
| Турнир                | Место проведения | Дата проведения      | Дисциплины   | Призовой фонд |
| --------------------- | ---------------- | -------------------- | ------------ | ------------- |
| ESWC 2005 Grand Final | Франция, Париж   | 6—10 июля            | Warcraft III |               |
| WC3L Season VIII      |                  | 22 июля — 12 октября | Warcraft III |               |

### Август
| Турнир                       | Место проведения | Дата проведения | Дисциплины   | Призовой фонд |
| ---------------------------- | ---------------- | --------------- | ------------ | ------------- |
| China Korea Cyber Games 2005 | Китай, Циндао    | 20—21 августа   | Warcraft III |               |

### Октябрь
| Турнир              | Место проведения       | Дата проведения         | Дисциплины   | Призовой фонд |
| ------------------- | ---------------------- | ----------------------- | ------------ | ------------- |
| WEG 2005 Season III | Республика Корея, Сеул | 19 октября — 11 декабря | Warcraft III |               |
| BlizzCon 2005       | США, Анахайм           | 28—29 октября           | Warcraft III |               |

### Ноябрь
| Турнир                  | Место проведения      | Дата проведения | Дисциплины                         | Призовой фонд |
| ----------------------- | --------------------- | --------------- | ---------------------------------- | ------------- |
| World Cyber Games 2005  | Сингапур, Сантек-Сити | 16—20 ноября    | Warcraft III, StarCraft: Brood War |               |
| WC3L Season VIII Finals | Германия, Кёльн       | 26—27 ноября    | Warcraft III                       |               |

## Победители крупнейших соревнований
Победителями наиболее значительных киберспортивных соревнований в 2005 году, в число которых входят регулярно проводимые крупные турниры, собирающие лучших игроков в различных дисциплинах, а также турниры с крупным призовым фондом (более 10 000$ за первое место), стали следующие игроки и команды.

### StarCraft: Brood War
- Джэ Хун «fOru» Ли — World Cyber Games 2005 (20000$)

### Warcraft III
- Юн Хи «Sweet» Чун — WEG 2005 Season III (20000$)
- Сяо Фен «Sky» Ли — World Cyber Games 2005 (20000$)
- Джэ Хо «Moon» Чан — WEG 2005 Season II (20000$), WEG 2005 Season I (20000$)
- Мануэль «Grubby» Шенхаузен — ESWC 2005 Grand Final (13000$)